# Paige Mary Hourigan
Paige Mary Hourigan (3 de febrero de 1997) es una tenista de Nueva Zelanda.

## Títulos WTA

### Dobles
| Leyenda                    |
| Grand Slam (0)             |
| WTA Tour Championships (0) |
| Premier Mandatory (0)      |
| Premier 5 (0)              |
| Premier (0)                |
| International (0)          |

#### Finalista (1)
| N.º | Fecha              | Torneos  | Superficie | Pareja          | Oponentes en la final        | Resultado        |
| --- | ------------------ | -------- | ---------- | --------------- | ---------------------------- | ---------------- |
| 1.  | 6 de enero de 2019 | Auckland | Dura       | Taylor Townsend | Eugénie Bouchard Sofia Kenin | 6-1, 1-6, [7-10] |